# Olympische Sommerspiele 1960/Teilnehmer (Rhodesien)
| Gelbes Symbol für Goldmedaillen mit stilisierten Olympischen Ringen | Graues Symbol für Silbermedaillen mit stilisierten Olympischen Ringen | Braundes Symbol für Bronzemedaillen mit stilisierten Olympischen Ringen |
| ------------------------------------------------------------------- | --------------------------------------------------------------------- | ----------------------------------------------------------------------- |
| —                                                                   | —                                                                     | —                                                                       |

Die Föderation von Rhodesien und Njassaland nahm an den Olympischen Sommerspielen 1960 in Rom mit einer Delegation von 14 Athleten (9 Männer und 5 Frauen) in elf Wettkämpfen in sechs Sportarten teil. Ein Medaillengewinn gelang keinem der Sportler.

## Teilnehmer nach Sportarten

### Boxen
- James Badrian
Fliegengewicht: in der 1. Runde ausgeschieden

- Abe Bekker
Federgewicht: im Viertelfinale ausgeschieden

- Jaggie van Staden
Halbweltergewicht: im Achtelfinale ausgeschieden

- Brian van Niekerk
Halbmittelgewicht: in der 1. Runde ausgeschieden

### Leichtathletik
Männer
- Terry Sullivan
800 m: im Viertelfinale ausgeschieden
1500 m: im Vorlauf ausgeschieden

- Cyprian Tseriwa
5000 m: im Vorlauf ausgeschieden
10.000 m: 28. Platz

### Schießen
- Bill Gulliver
Trap: Wettkampf nicht beendet

### Schwimmen
Frauen
- Dottie Sutcliffe
100 m Freistil: im Vorlauf ausgeschieden
100 m Rücken: im Vorlauf ausgeschieden
4-mal-100-Meter-Freistil-Staffel: im Vorlauf ausgeschieden

- Hillary Wilson
400 m Freistil: im Vorlauf ausgeschieden
100 m Schmetterling: im Vorlauf ausgeschieden
4-mal-100-Meter-Freistil-Staffel: im Vorlauf ausgeschieden

- Lynette Cooper
100 m Rücken: im Vorlauf ausgeschieden
4-mal-100-Meter-Freistil-Staffel: im Vorlauf ausgeschieden

- Meg Miners
200 m Brust: im Vorlauf ausgeschieden
4-mal-100-Meter-Freistil-Staffel: im Vorlauf ausgeschieden

### Segeln
- David Butler
Flying Dutchman: 4. Platz

- Christopher Bevan
Flying Dutchman: 4. Platz

### Wasserspringen
Frauen
- Alexandra Morgenrood
3 m Kunstspringen: 13. Platz